# John Emory
John Emory né le 11 avril 1789 à Spaniard's Neck, dans le comté de Queen Anne, dans l'État du Maryland et mort le 16 décembre 1835 à Reisterstown, Maryland est un évêque américain de l'Église épiscopalienne méthodiste, une des deux branches de l'Église méthodiste aux États-Unis, branche fondée par Thomas Coke (évêque) et  Francis Asbury.

## Biographie

### Jeunesse et formation

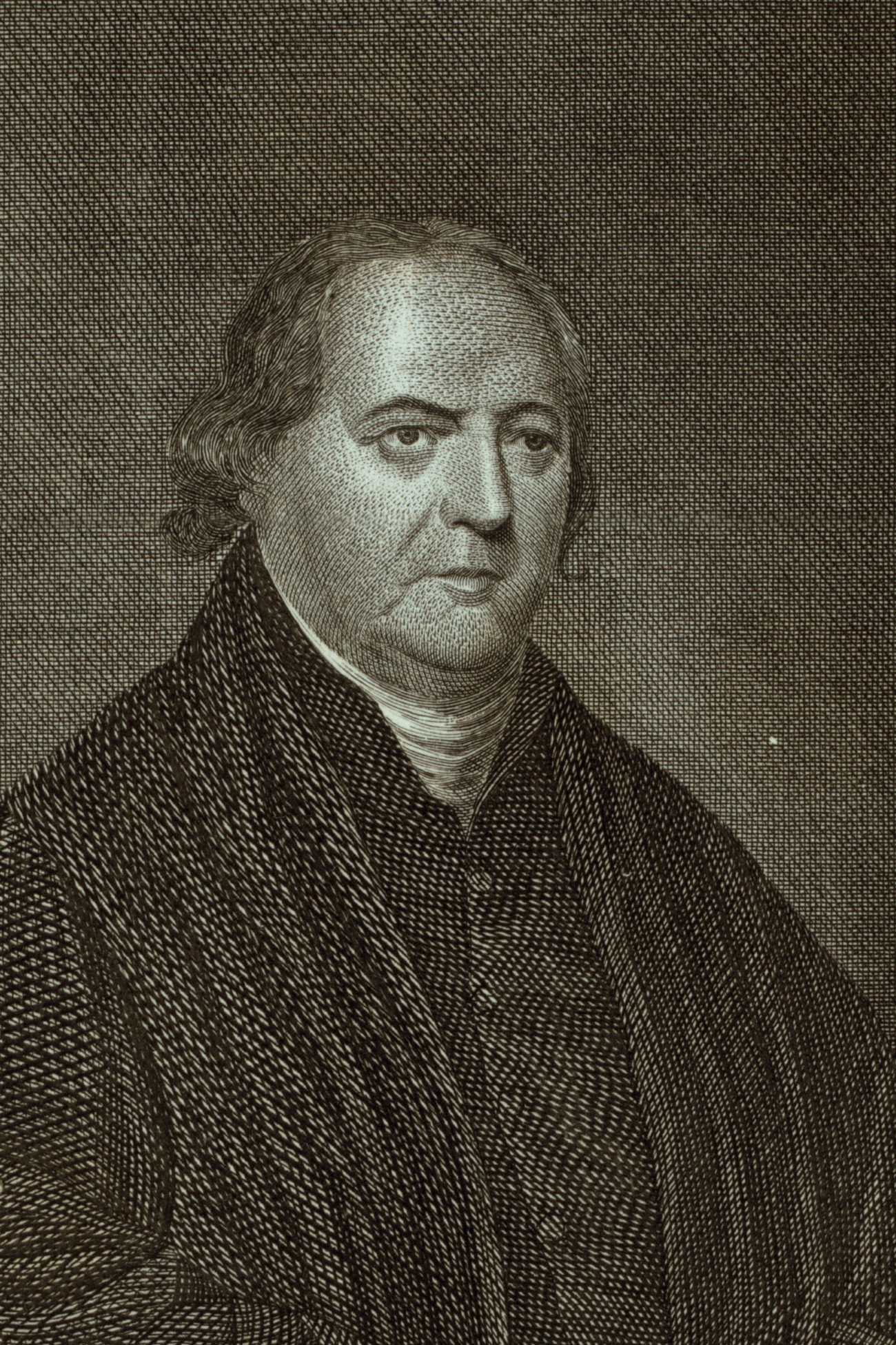
Freeborn Garrettson.

John Emory est le fils de Robert Emory, un homme d'affaires et un juge auprès du tribunal traitant les affaires concernant les orphelins et de Frances Thomas qui a quitté l'Église épiscopalienne des États-Unis pour se convertir au méthodisme à la suite des prédications de Freeborn Garrettson, peu de temps après son mariage. Ses deux parents sont des méthodistes engagés,.
John Emory suit des études primaires et secondaires à la maison par des précepteurs, ensuite, il est accepté par le  Washington College de Chestertown dans le Maryland pour devenir un juriste. En 1805, après ses études de droit, il travaille pour le cabinet de Richard Tilghman Earle, à Centreville toujours dans le Maryland. En août 1806, John Emory s'engage au sein du méthodisme et devient un prédicateur local. En 1809, il décide de quitter son emploi pour se consacrer au méthodisme,.

### Carrière
En 1810, John Emory est ordonné diacre, puis pasteur en 1812. Comme beaucoup d'autres tels que Francis Asbury ou Freeborn Garrettson, il devient un pasteur itinérant qui sillonne le Maryland et la Pennsylvanie, pour tenir diverses conférences notamment à Baltimore et Philadelphie. En 1832, il est élu évêque.
À partir de 1828, John Emory prend la succession de Nathan Bangs (en) pour assurer la direction de la publication du Methodist Magazine qu'il renomme la Methodist Quaterly Review dont il rédigera plusieurs articles. Soucieux de la formation théologique et intellectuelle des méthodistes, il participe à la fondation de l'Université Wesleyenne, à Middletown dans l'État du Connecticut,.

### Vie privée
En 1813, il épouse Caroline Sellers, le couple donne naissance à deux fils, Caroline meurt en 1815.
En 1818, il épouse Anne Wright.
Le 16 décembre 1835 au matin, John Emory prend son phaéton pour se rendre à Baltimore, quand lors d'une descente, il est éjecté et tombe sur une pierre qui lui fracture le crâne; il décède l'après midi-même,.
John Emory repose au Cimetière de Mount Olivet (Washington, district de Columbia)

## Œuvres
- A farther reply to The objections against the position of a personal assurance of the pardon of sin by a direct communication of the Holy Spirit, Philadelphie, Jonathan Pounder, 1818, 103 p. (OCLC 1013280996),
- The Divinity of Christ vindicated from the Cavils and Objections of Mr. John Wright, Philadelphie, Thomas and William Bradford,, 1819, 120 p. (OCLC 1013281109),
- A Defence of "our Fathers", New York, Azor Hoyt, 1827, 92 p. (OCLC 12528640, lire en ligne),
- Memoir of Elizabeth Matthews, New York, Azor Hoyt, 1828, 18 p. (OCLC 58763429),
- Milk for Babes, or, A Catechism in Verse., New York, J. Collard, 1829, 12 p. (OCLC 170931410, lire en ligne),
- The Life of the Rev. John Wesley, New York, Lane & Scott, 1831, 334 p. (OCLC 1048312375, lire en ligne),
- Robert Emory (dir.), The Episcopal Controversy Reviewed, New York, G. Lane & C.B. Tippett, 1845, 348 p. (OCLC 21188995, lire en ligne), (œuvre posthume)

## Éditeur

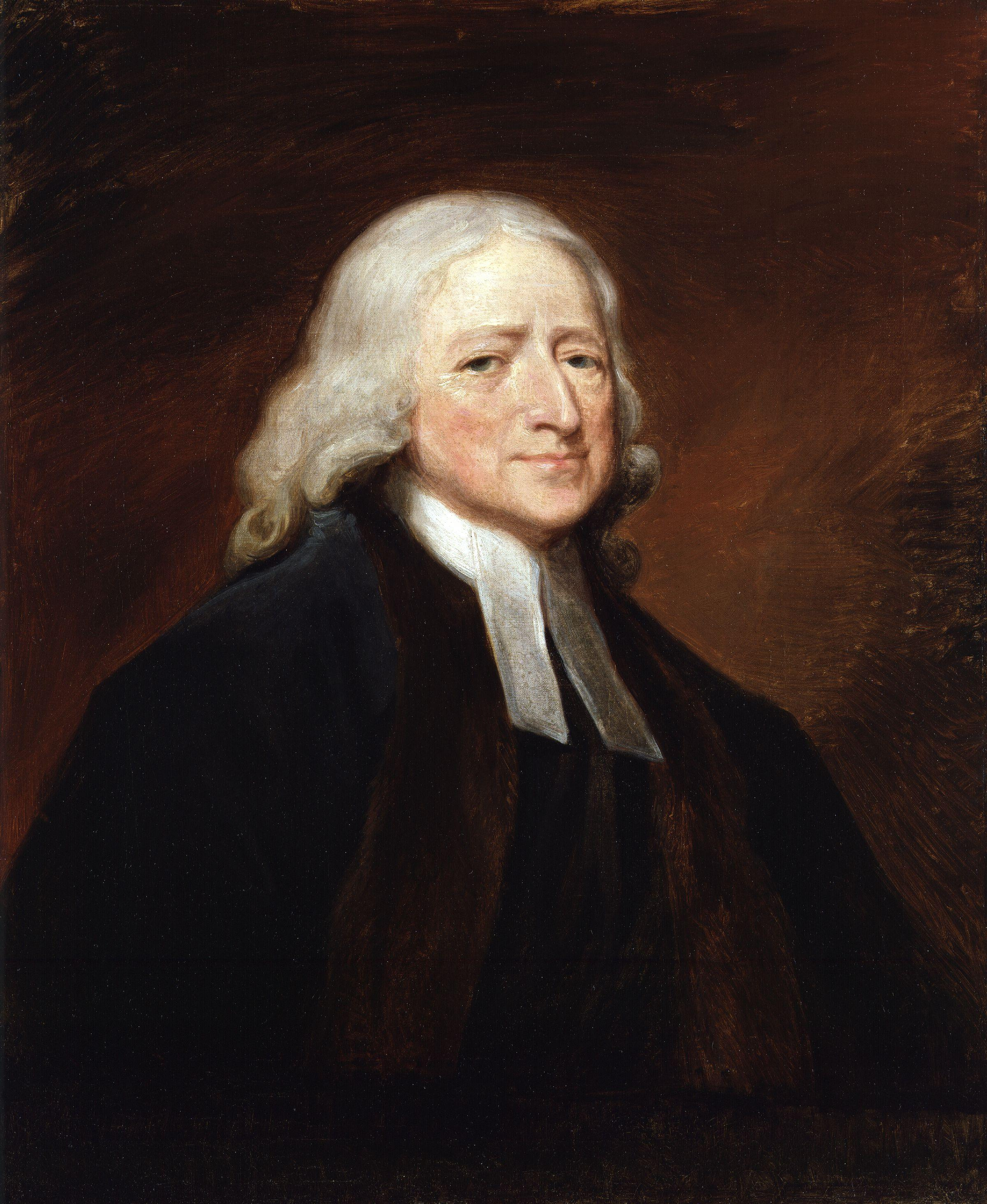
John Wesley.

L'œuvre complète du Révérend John Wesley en 7 volumes
- The works of the Reverend John Wesley, Vol. 1, New York, Carlton & Porter, 1839, 568 p. (OCLC 1085666445, lire en ligne),
- The works of the Reverend John Wesley, Vol. 2, New York, Carlton & Porter, 1839, 584 p. (OCLC 1085658217, lire en ligne),
- The works of the Reverend John Wesley, Vol. 3, New York, Carlton & Porter, 1839, 752 p. (OCLC 1085612118, lire en ligne),
- The works of the Reverend John Wesley, Vol. 4, New York, Carlton & Porter, 1839, 784 p. (OCLC 1158387652, lire en ligne),
- The works of the Reverend John Wesley, Vol. 5, New York, Carlton & Porter, 1840, 848 p. (OCLC 1085664034, lire en ligne),
- The works of the Reverend John Wesley, Vol. 6, New York, Carlton & Porter, 1840, 818 p. (OCLC 1085619935, lire en ligne),
- The works of the Reverend John Wesley, Vol. 7, New York, Carlton & Porter, 1840, 880 p. (OCLC 1085659007, lire en ligne),

### Hommages
Plusieurs établissements universitaires fondés par des méthodistes portent son nom  Université Emory d'Oxford (Géorgie) et le Collège Emory et Henry (en) dans le sud-ouest de la Virginie.

## Pour approfondir

#### Notices dans des encyclopédies ou manuels de références
- (en-US) Theodore L. Flood, Lives of Methodist Bishops, New York, Phillips & Hunt, 1882, 806 p. (LCCN 36033233, lire en ligne), p. 203-222,
- (en-US) John A. Garraty & Mark C. Carnes (dir.), American National Biography, Volume 7: Dubuque - Fishbein, New York, Oxford University Press, USA, 1er janvier 1999, 956 p. (ISBN 9780195127867, lire en ligne), p. 511,

#### Essais
- (en-US) Robert Emory, The Life of the REV. John Emory, D. D., New-York, George Lane, 1841, 380 p. (OCLC 2437733, lire en ligne),